# Club Deportivo Yurimaguas
El Club Deportivo Yurimaguas, conocido anteriormente como Hijos de Yurimaguas, es un club de fútbol peruano del distrito de Ventanilla en la Provincia Constitucional del Callao. Fue fundado el 16 de marzo de 1967 y participó en la Primera División del Perú durante dos temporadas. 

## Historia

### Fundación y primeros años
El club Hijos de Yurimaguas fue fundado el 16 de marzo de 1967 en el distrito de Ventanilla en la Provincia Constitucional del Callao. En 1974 fue uno de los participantes de la primera edición oficial de la Primera División de la Liga Distrital de Ventanilla. Al año siguiente fue campeón distrital y departamental para luego participar en la Etapa Regional de la Copa Perú 1976 donde fue eliminado.
En 1987 participó de la Etapa Regional como campeón departamental del Callao donde enfrentó a Once Estrellas de Chincha Alta, Defensor Mayta Cápac de El Carmen y Bella Esperanza de Cerro Azul. Fue campeón regional y junto a Once Estrellas pasó a Intermedia B donde logró el ascenso a la Segunda División 1988.

### Paso por Primera División
Su primera participación en Primera División se dio en el Torneo Regional Metropolitano de 1991, al cual ascendió después de haberse coronado campeón de la Segunda División 1990 dirigido por el chileno Miguel Ángel Arrué.
En 1991, tras una mala campaña en el primer Regional, logra mantener la categoría luego de un segundo Regional en el que derrotó a domicilio a Sporting Cristal, Alianza Lima y Universitario, finalizando el año en el puesto número 8 del acumulado general, lo que le valió para participar del reestructurado Campeonato Descentralizado 1992.
Participó en el Descentralizado 1992 con el nombre de Deportivo Yurimaguas con mala fortuna, finalizando último en la tabla de posiciones por lo que perdió la categoría.

### Retorno a Segunda
Sus nuevas participaciones en Segunda División serían muy aceptables, en 1994 culminó segundo a sólo dos puntos del campeón Unión Huaral. En 1996 culminaría empatado en puntos con el Alcides Vigo, pero en el partido definitorio perdería por penales el título.
A inicios de 1998 optó por regresar a su nombre anterior y bajo éste alzaría el título nuevamente. Pero para ese año la FPF había cambiado las bases del ascenso estableciendo que el campeón de Segunda debía jugar un partido de revalidación con el equipo que culminara penúltimo en el Campeonato Descentralizado 1998. En dicho encuentro fue derrotado 4-1 por Deportivo Municipal y sus sueños de regresar a primera se vieron truncados.
En el acumulado general del torneo del 2001, ocupó el último puesto y se vio relegado a su liga de origen. En el 2002 fue sancionado por la FPF tras retirarse del interdistrital del Callao, lo que ocasionó su descenso a la Segunda División de Ventanilla. Al año siguiente no se presentó en este torneo quedando desafiliado. Tras la suspensión, logró el ascenso para participar en la Primera División de Ventanilla del año 2009. En 2010 llegó hasta la etapa interdistrital donde fue eliminado por Independiente Ayacucho. En los años siguiente no participó en la distrital de Ventanilla.

### Refundación y posteriores campañas
Para el año 2015, Omar Olórtegui, un hincha del equipo de Ventanilla, decidió refundar la institución bajo el nombre de Club Deportivo Yurimaguas. Para la temporada 2017, Deportivo Yurimaguas llegó a la Etapa Nacional clasificando como el campeón de la región del Callao, su posición final fue puesto 49. Para la temporada 2018, el Deportivo Yurimaguas, pierde la categoría al terminar último del torneo de la serie A. Por lo tanto, desciende a la Segunda División de Ventanilla para el torneo 2019 donde logró el retorno a la Primera distrital. En 2022 se reactivó la Liga Distrital tras dos años de receso por la Pandemia de COVID-19 pero Yurimaguas no participó del torneo.

## Uniforme
- Uniforme titular: Camiseta blanca con una V roja en el pecho, pantalón blanco, medias blancas.
- Uniforme alternativo: Camiseta roja con una V blanca en el pecho, pantalón rojo, medias rojas.

## Evolución Uniforme (club histórico)

#### Hijos de Yurimaguas 1967-1991
| Titular 1 | Titular 2 | Titular 3 | Alterno 1 | Alterno 2 |  |

#### Deportivo Yurimaguas 1992-1997
| Titular 1 | Titular 2 | Titular 3 | Titular 4 | Alterno 1 | Alterno 2 | Alterno 3 | Alterno 4 | Alterno 5 |  |

#### Hijos de Yurimaguas 1998-2001
| Titular | Alterno |  |

#### Hijos de Yurimaguas 2008-2010
| Titular 1 | Titular 2 | Alterno 1 | Alterno 2 |  |

## Evolución Uniforme (club nuevo)

#### Deportivo Yurimaguas 2015-2018
| Titular 1 | Titular 2 | Titular 3 | Titular 4 | Alterno 1 | Alterno 2 |  |

## Datos del club
- Temporadas en Primera División: 2 (1991-1992)
- Temporadas en Segunda División: 12 (1988-1990, 1993-2001)
- Mayor goleada conseguida:
  - En campeonatos nacionales de local:
  - En campeonatos nacionales de visita:
- Mayor goleada recibida:
  - En campeonatos nacionales de local:
  - En campeonatos nacionales de visita: Parada de los Amigos 6:0 Yurimaguas (8 de octubre del 2017)
- Mejor puesto en Primera División: 9.º (1991).
- Peor puesto en Primera División: 16.º (1992).

## Entrenadores
- José del Castillo (1988)
- Miguel Ángel Arrué (1989)
- Héctor Chumpitaz (1989)
- Miguel Ángel Arrué (1990-1992)
- Rafael Abelardo Castañeda Castañeda (1992)
- Alfonso Huapaya (1992)
- Daniel Iturrizaga Campos (1993)
- Rafael Abelardo Castañeda Castañeda (1996)

## Palmarés

### Torneos nacionales (2)
| Competición nacional            | Títulos     | Subcampeonatos |
| ------------------------------- | ----------- | -------------- |
| Segunda División del Perú (2/2) | 1990, 1998. | 1994, 1996.    |
| Intermedia B (1/0)              |             | 1987.          |

### Torneos regionales
- Liga Departamental del Callao (3): 1975, 1986, 2017.
- Liga Distrital de Ventanilla (7): 1975, 1977, 1980, 1983, 1985, 1986, 2010.
- Subcampeón de la Liga Departamental del Callao (1): 1983.
- Subcampeón de la Liga Distrital de Ventanilla (4): 1979, 1984, 2009, 2017

## Equipos Filiales
Yurimaguas Ventanilla es el primer equipo filial, fundado en el 2015 por los dirigentes del club Hijos de Yurimaguas. Participó en la Tercera División Distrital de Ventanilla en el 2017, serie A. Luego no se presentó en los campeonatos siguientes.Sin embargo, el club participa en los torneos de promoción y reserva de la liga. El Yurimaguas Ventanilla se dedica a la formación de jugadores en las divisiones inferiores para reflotar al acuadro histórico. Además participa en torneos de categorías inferiores, organizados por equipos de la jurisdicción del distrito de Ventanilla o de otros distritos de la  Provincia Constitucional del Callao.  Su indumentaria se asemaje al cuadro histórico pero no la insignia.
Yurimaguas Fútbol Club (Yurimaguas F.C.) es un equipo de fútbol, fundado por dirigentes del Hijos de Yurimaguas (equipo histórico). Desde su creación en 2016 a la fecha, viene participando en la Liga Distrital de Mi Perú. La insignia y la indumentaria del equipo, es diferente al Hijos de Yurimaguas y Deportivo Yurimaguas (Yurimaguas Ventanilla). Se encarga de la preparación y formación de jugadores para ser proporcionado al cuadro histórico.

## Nota
- Hijos de Yurimaguas (el club histórico) mantuvo su nombre original desde 1967 al 1991. Posteriormente cambió la denominación al Deportivo Yurimaguas, desde 1992 hasta 1997. Luego en 1998 a la fecha, retornó a su nombre inicial.
- La indumentaria titular y alterna, es muy similar entre Hijos de Yurimaguas (que luego pasó a ser Deportivo Yurimaguas, por breve tiempo) y el equipo Deportivo Yurimaguas (equipo nuevo). La única diferencia, aparte de sus registros de inscripción, es en el escudo. A pesar de que tiene el mismo diseño, para el primero caso, se indica Yurimaguas Hijos mientras tanto en el otro, se menciona Yurimaguas Ventanilla.